# Messier 79
Messier 79 (M79, NGC 1904) – gromada kulista w gwiazdozbiorze Zająca. Odkrył ją 26 października 1780 Pierre Méchain. Od 17 grudnia 1780 w katalogu Messiera. Jako gromada kulista M79 została rozpoznana przez Williama Herschela (około 1784).

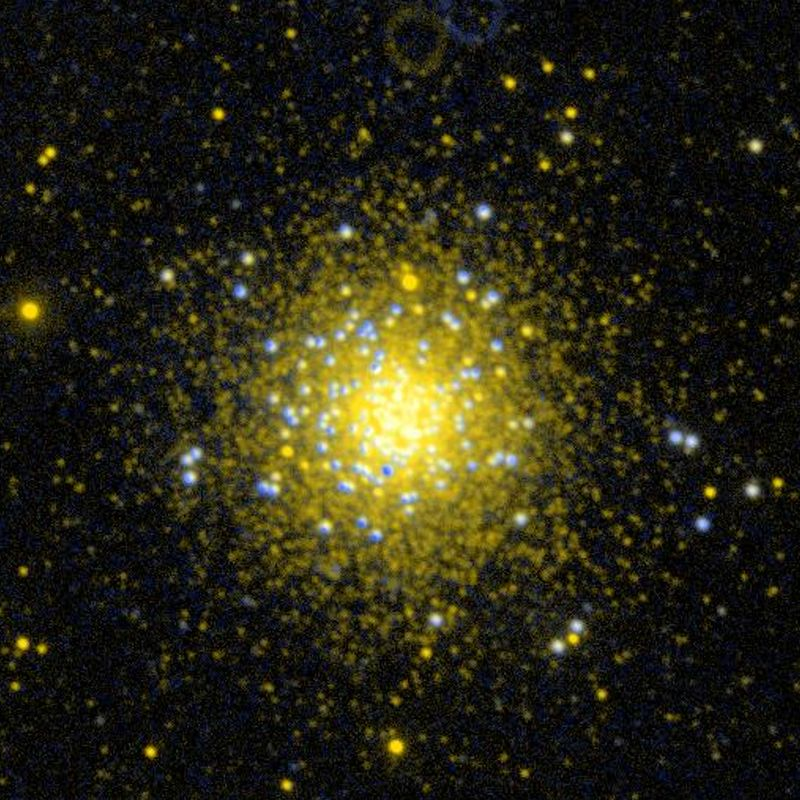
Zdjęcie w ultrafiolecie wykonane przez satelitę GALEX

M79 znajduje się w odległości około 42,1 tys. lat świetlnych od Ziemi i oddala się z prędkością ok. 200 km/s. Od centrum naszej galaktyki dzieli ją około 60 tys. lat świetlnych. Średnica gromady wynosi ok. 118 lat świetlnych.
Znanych jest 12 lub 13 gwiazd zmiennych należących do gromady M79.
W 2003 odkryto, że gromada ta może pochodzić z galaktyki Karzeł Wielkiego Psa. Oprócz M79 podobne pochodzenie miałyby mieć obiekty NGC 1851, NGC 2298 i NGC 2808.